# Reckless Love
Reckless Love is een Finse hairmetalband uit Kuopio.

## Geschiedenis
De band werd in 2001 opgericht in Kuopio, onder de naam 'Reckless Life'. Ze speelden alleen Guns N' Roses-covers, waarmee ze niet bijster veel succes hadden. Hierdoor besloot de band om eigen nummers te gaan schrijven en veranderden ze hun naam in 'Reckless Love'. In 2004 wonnen ze een bandwedstrijd in Kuopio, waarna een tour door Scandinavië volgde.
In 2007 zong zanger Olli tijdelijk in de Zweedse hairmetalband Crashdïet, omdat hun zanger, Dave Lepard, in januari 2006 zelfmoord pleegde. Olli verliet Crashdïet anderhalf jaar later om al zijn aandacht op Reckless Love te storten.
Op 23 april 2009 tekende de band een platencontract met Universal Music. Niet veel later, in juli datzelfde jaar, bracht de band hun eerste single 'One More Time' uit. In augustus stond de single op nummer twee in de Finse radio hitlijsten. De tweede single, 'Beautiful Bomb', uitgebracht in oktober 2009, kwam op de vierde plaats terecht. In februari 2010 kwam de derde single, 'Romance', uit en vier dagen later het debuutalbum: 'Reckless Love'.
Het tweede album, Animal Attraction, werd uitgebracht in oktober 2011. De "Animal Attraction Tour" ging van start op 7 oktober 2011, inclusief een verblijf van vier nachten in Londen. De video voor "On the Radio", het tiende nummer van hun Animal Attraction-album, werd opgenomen in Los Angeles.
Met ingang van 26 april 2013 werd de eerste single van het derde album Spirit, "Night on Fire", uitgebracht, samen met een videoclip om het nummer te ondersteunen. Het album werd uiteindelijk uitgebracht op 2 september 2013, met een tweede single en een gerelateerde video "So Happy I Could Die".
De band begon vervolgens aan een negen-date headliner UK tour in oktober 2013 die optredens omvatte in Manchester, Newcastle, Glasgow, Leeds, Nottingham, Wolverhampton, Norwich, Bristol en in de O2 Academy in Londen.
Op 25 maart 2022 bracht de band, na een pauze van enkele jaren, het album "Turborider" uit via AFM Records dat is geproduceerd door Joonas Parkkonen (voormalig gitarist van de Finse hardrockband Santa Cruz).
De release van het album was oorspronkelijk gepland op 25 februari, maar werd uitgesteld vanwege beperkingen opgelegd door de coronapandemie waardoor ze de fysieke exemplaren van het album niet konden distribueren. Het album werd uitgebracht als cd, LP en een speciale boxset met een draagbaar videogame. De eerste single en clip (geregisseerd door Pete Voutilainen Regie), "Outrun", werd uitgebracht op 10 september 2021. De tweede single, "Eyes of a Maniac", kwam uit op 19 november 2021. Het titelnummer "Turborider" werd uitgebracht als de derde single op 21 januari 2022. Hun cover van Ozzy Osbourne's "Bark at the Moon" werd uitgebracht als de vierde single op 4 maart 2022.

### Leden
- Olli Herman (Olli Herman Kosunen, H. Olliver Twisted) (zang)
- Pepe Reckless (Perttu Salohalme) (gitaar, achtergrondzang)
- Jalle Verne (Jalmari Pääkkönen) (bas, achtergrondzang)
- Hessu Maxx (Heikki Ahonen) (drums)

### Ex-leden
- Zam Ryder (drums, 2001 – 2004)
- Mike Harley (drums, 2004 – 2009)

## Stijl

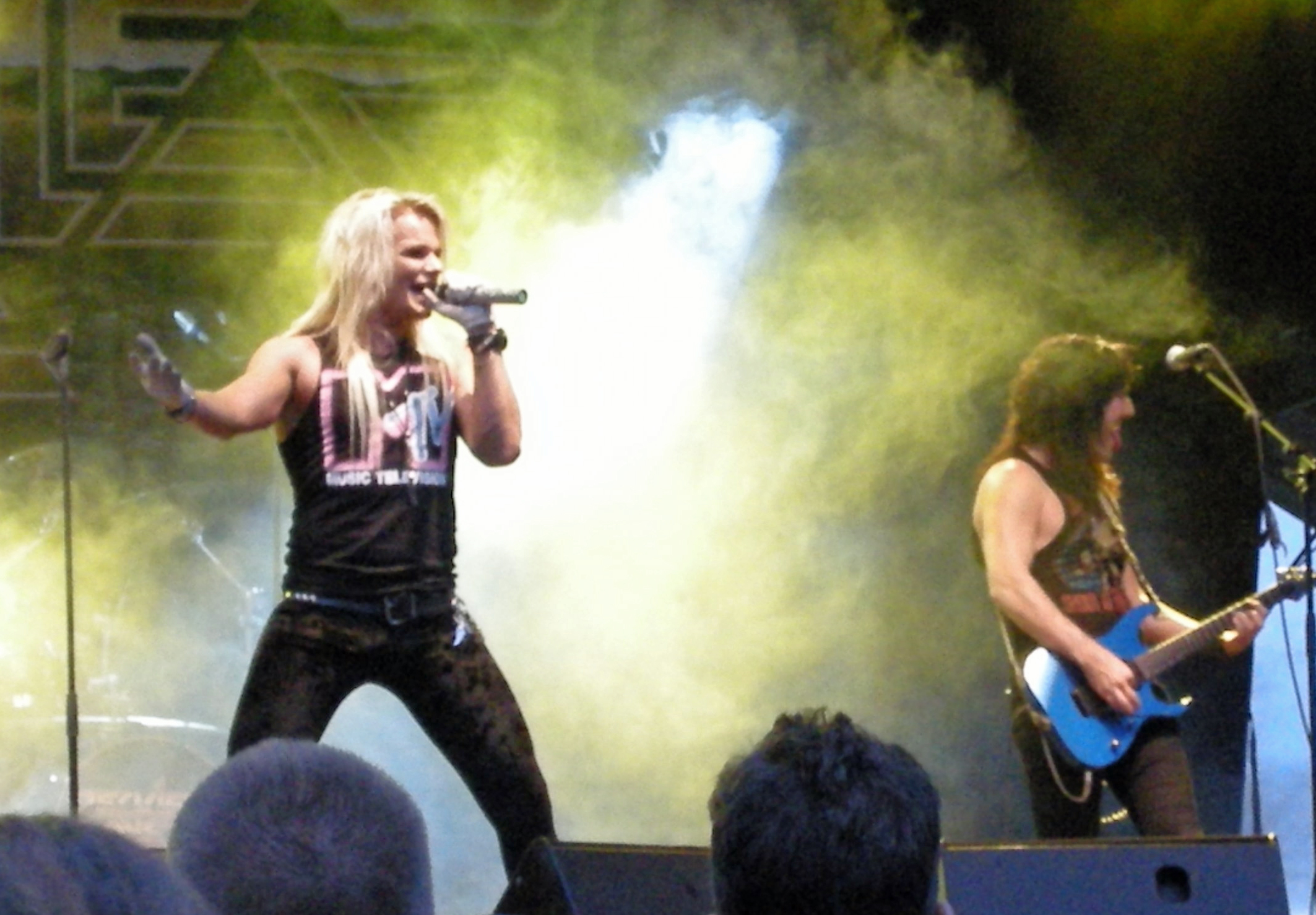
Reckless Love op het Skogsröjet festival, Rejmyre, Zweden in 2012.

Reckless Love maakt muziek die duidelijke invloeden van hairmetalbands uit de jaren 80 vertoont. De band geeft zelf in interviews aan dat vooral Guns N' Roses, Van Halen en Hanoi Rocks hun voorbeelden zijn. De nummers zijn tamelijk eenvoudig opgebouwd, en de teksten zijn niet uitermate diepzinnig. Naar eigen zeggen wil de band gewoon lol hebben en genieten van het leven.

## Discografie

### Albums
| Jaar | Album             |
| ---- | ----------------- |
| 2010 | Reckless Love     |
| 2011 | Animal Attraction |
| 2013 | Spirit            |
| 2016 | InVader           |
| 2022 | Turborider        |

### Singles
| Year | Single                 | Album             |
| ---- | ---------------------- | ----------------- |
| 2004 | "So Yeah!"             | Non-album single  |
| 2005 | "TKO"                  | Non-album single  |
| 2005 | "Light But Heavy"      | Non-album single  |
| 2006 | "Speed Princess"       | Non-album single  |
| 2009 | "One More Time"        | Reckless Love     |
| 2009 | "Beautiful Bomb"       | Reckless Love     |
| 2010 | "Romance"              | Reckless Love     |
| 2010 | "Badass"               | Reckless Love     |
| 2010 | "Get Electric"         | Reckless Love     |
| 2010 | "Romance"              | Reckless Love     |
| 2010 | "Back to Paradise"     | Reckless Love     |
| 2011 | "Hot"                  | Animal Attraction |
| 2011 | "Animal Attraction"    | Animal Attraction |
| 2011 | "On The Radio"         | Animal Attraction |
| 2013 | "Night on Fire"        | Spirit            |
| 2013 | "So Happy I Could Die" | Spirit            |
| 2015 | "Keep It Up All Night" | Non-album single  |
| 2016 | "Monster"              | inVader           |
| 2020 | "Loaded"               | Non-album single  |
| 2021 | "Outrun"               | Turborider        |
| 2021 | "Eyes of a Maniac"     | Turborider        |
| 2022 | "Turborider"           | Turborider        |
| 2022 | "Bark At The Moon"     | Turborider        |